# Morgantown (Virginia Occidentale)
Morgantown è una città degli Stati Uniti d'America, nella Contea di Monongalia, nello Stato della Virginia Occidentale. È vicino al confine con la Pennsylvania, a non più di 2 ore di automobile da Pittsburgh.
Nel censimento del 2020 contava 30.347 abitanti. Nell'area urbana ha sede dal 1867 la celebre Università della Virginia Occidentale.